# تشارلز فولين
تشارلز (كارل) ثيودور كريستيان فريدريش فولين (6 سبتمبر 1796-13 يناير 1840) شاعر ووطني ألماني، انتقل لاحقًا إلى الولايات المتحدة وأصبح أول أستاذ للغة الألمانية في جامعة هارفرد، ووزيرًا توحيديًا، وإبطالي متطرف (مؤيد متطرف لإنهاء ممارسة الاسترقاق في الولايات المتحدة). فصلته جامعة هارفارد بسبب تصريحاته الإبطالية.

## حياته في أوروبا
ولد كارل ثيودور كريستيان فريدريش فولين في رومرود، في هيسن دارمشتات (ألمانيا الحالية)، لوالده كريستوف فولينيوس (1759-1833) ووالدته روزين فولينيوس (1766-1799). كان والده مستشارًا وقاضيًا في جيسن، في هيس دارمشتات. تقاعدت والدته إلى رومرود لتجنب القوات الثورية الفرنسية التي احتلت جيسن. كان كارل شقيق أغسطس لودفيج فولين وبول فولين، وعم عالم الأحياء كارل فوغت.
تلقى تعليمه في المدرسة الإعدادية في جيسن، حيث تميز بإتقانه للغة اليونانية واللاتينية والعبرية والفرنسية والإيطالية. التحق بجامعة جيسن في سن السابعة عشرة، لدراسة اللاهوت. ذهب هو وشقيقه أوغست لودفيج في عام 1814 للقتال في الحروب النابليونية كمتطوعين من هسه؛ لكن بعد أسابيع قليلة من التجنيد، توقفت مسيرته العسكرية بسبب نوبة حادة من حمى التيفوس، والتي بدا لبعض الوقت أنها دمرت ذاكرته تمامًا. عاد بعد شفائه إلى الجامعة وبدأ دراسة القانون، وفي عام 1818 حصل على درجة الدكتوراه في القانون المدني والكنسي. أسس نفسه بعدها كأستاذ خصوصي في القانون المدني في جيسن، بينما كان يدرس في نفس الوقت ممارسة القانون في محكمة والده. انضم فولين، بصفته طالبًا، إلى جيسن بورشينشافت، الذي تعهد أعضاؤه بالالتزام بالمثل الجمهورية. على الرغم من أن فولين لم يحضر شخصيًا، غير أنه كان منظمًا رئيسيًا لمهرجان فارتبورغ الأول عام 1817.
في وقت مبكر من خريف عام 1818، تولى قضية المجتمعات المؤلفة من عدة مئات في ولاية هيسن العليا في معارضتهم لإجراء حكومي موجه إلى آخر بقايا استقلالهم السياسي، وكتب عريضة إلى الدوق الأكبر نيابة عنهم. تم طباعتها وتعميمها على نطاق واسع، وأثارت سخطًا عامًا لدرجة أنه تم إلغاء الإجراء الشنيع. من ناحية ثانية، فإن معارضة الرجال ذوي النفوذ الذين أحبطت خططهم نتيجة لإلغاء الإجراء، حالت دون تفكير فولين بمهنة في مسقط رأسه. أصبح محاضرًا خاصًا في جامعة جينا في أكتوبر 1818.
كتب في جينا، مقالات سياسية وقصائد وأغاني وطنية. دعت مقالاته وخطبه إلى العنف وقتل المستبد دفاعًا عن الحرية؛ جعله هذا، إلى جانب صداقته مع كارل لودفيج ساند موضع شك كشريك في اغتيال ساند عام 1819 للدبلوماسي والكاتب المسرحي المحافظ أوغست فون كوتزيبو. دمر فولين الرسائل التي تربطه بساند. تم القبض عليه، ولكن تمت تبرئته في النهاية بسبب نقص الأدلة. دفعه فصله من الجامعة واستمرار قلة الفرص إلى الانتقال إلى باريس. التقى هناك تشارلز كومت، صهر جان بابتيست ساي ومؤسس صحيفة ذا سينسر، وهي صحيفة دافع عنها إلى أن اختار المنفى في سويسرا على السجن في فرنسا. تعرف أيضًا على ماركيز دي لافاييت، الذي كان يخطط حينها لرحلته إلى الولايات المتحدة. اشتُبه بفولين مرة أخرى بعد الاغتيال السياسي لتشارلز فرديناند، دوق بيري في عام 1820، وهرب من فرنسا إلى سويسرا.
في سويسرا، درّس اللغة اللاتينية والتاريخ لفترة من الوقت في مدرسة كانتون غريسانس في خور. أساءت محاضراته، بتوجهاتها التوحيدية، إلى بعض الوزراء الكالفينيين في المنطقة، لذلك طلب فولين إعفاءه من المنصب وحصل عليه، مع شهادة على قدرته وتعلمه وقيمته. أصبح بعدها محاضرًا في القانون والميتافيزيقيا في جامعة بازل. تعرف في بازل، على اللاهوتي فيلهلم دي ويت وربيبه كارل بيك. أجبر كل من فولين وتشارلز كومت على مغادرة سويسرا. قدمت الحكومة الألمانية في قضية فولين، مطالب باستسلامه باعتباره ثوريًا. تم رفض هذا الطلب مرتين، ولكن بعد طلب ثالث (أكثر تهديدًا)، استسلمت جامعة بازل، وأصدر قرارًا باعتقال فولين. غادر فولين وبيك سويسرا إلى الولايات المتحدة الأمريكية في عام 1824، عبر لوهافر، فرنسا.